# Herzog von Montmorency

Wappen der ersten Herzöge von Montmorency

Der französische Adelstitel Herzog von Montmorency (Duc de Montmorency) wurde dreimal verliehen, aber nur die ersten beiden Male als Pairie. Der Titel bezog sich bis 1689 auf den Ort Montmorency, später dann auf den Ort Montmorency-Beaufort in der Champagne.
Erster Herzog war ab 1551 der Connétable Anne de Montmorency, dessen Linie mit der Enthauptung des vierten Herzogs 1632 erlosch. Der Titel wurde im Jahr darauf an dessen Schwester Charlotte-Marguerite de Montmorency, die ehemalige Mätresse des Königs Heinrich IV., und ihren Ehemann Henri II. de Bourbon, prince de Condé weitergegeben.
Im Oktober 1689 änderte Henri III. Jules de Bourbon, prince de Condé, dritter Herzog von Montmorency, das Herzogtum in Enghien und den Titel in Herzog von Enghien ab (die Umbenennung des Ortes Montmorency in Enghien setzte sich jedoch nicht durch; das heutige Enghien-les-Bains, ein Nachbarort von Montmorency, wurde erst 1850 gegründet), um den von ihm ebenfalls geführten, aber rechtlich umstrittenen Titel Enghien dadurch zu legitimieren.
Einen Monat später, im Oktober 1689, wurde das Herzogtum Beaufort in Herzogtum Montmorency umbenannt, wodurch der Titel wieder in die Familie Montmorency zurückkehrte. Diese Linie erlosch 1862. Seit der Übertragung 1864 auf einen Neffen des fünften Herzogs wurde der Titel danach im Haus Talleyrand-Périgord geführt. Der letzte Herzog von Montmorency starb 1951.

## Herr von Montmorency
- Bouchard I. le Barbu († nach 1028)
- Bouchard II. († wohl 1031), dessen Sohn
- Thibaud († wohl 1086), dessen Sohn, Connétable von Frankreich
- Hervé († vor 1096), dessen Bruder
- Bouchard III. († 1030/32), dessen Sohn
- Mathieu I. († 1160), dessen Sohn, Connétable von Frankreich
- Bouchard IV. († 1189), dessen Sohn
- Mathieu II. le Grand († 1230), dessen Sohn, Connétable von Frankreich
- Bouchard V. († 1243), dessen Sohn
- Mathieu III. († 1270), dessen Sohn
- Mathieu IV. († 1305), dessen Sohn
- Mathieu V. († um 1310), dessen Sohn
- Jean I. († 1325), dessen Bruder
- Charles I. († 1381), dessen Sohn, Maréchal von Frankreich
- Jacques († 1414), dessen Sohn
- Jean II. († 1477), dessen Sohn
- Guillaume († 1531), dessen Sohn
- Anne († 1567), dessen Sohn, Maréchal, Connétable und Grand Maître von Frankreich

## Herzog Montmorency, erste Verleihung
- 1551–1567: Anne de Montmorency, 1. Herzog von Montmorency, Marschall und Connétable von Frankreich
- 1567–1579: François de Montmorency, 2. Herzog von Montmorency
- 1579–1614: Henri I. de Montmorency, 3. Herzog von Montmorency
- 1614–1632: Henri II. de Montmorency, 4. Herzog von Montmorency, auf Befehl Richelieus enthauptet

## Herzog von Montmorency, zweite Verleihung
- 1633–1650: Charlotte-Marguerite de Montmorency, 1. Herzogin von Montmorency
- Henri II. de Bourbon, prince de Condé, 1. Herzog von Montmorency
- 1650–1686: Louis II. de Bourbon, prince de Condé, le Grand Condé, 2. Herzog von Montmorency
- 1686–1689: Henri III. Jules de Bourbon, prince de Condé, 3. Herzog von Montmorency

## Herzog von Montmorency, dritte Verleihung, zuvor Herzog von Beaufort
- 1689–1726: Charles François Frédéric I. de Montmorency-Luxembourg, 6. Herzog von Piney-Luxembourg, 1. Herzog von Beaufort, 1689 in Herzog von Montmorency umbenannt
- 1726–1764: Charles François Frédéric II. de Montmorency-Luxembourg, 7. Herzog von Piney-Luxembourg, 2. Herzog von Montmorency, 1757 Marschall von Frankreich
- 1735–1761: Anne François de Montmorency-Luxembourg, Herzog von Montmorency (Höflichkeitstitel)
- 1752–1829: Charlotte Anne Françoise de Montmorency-Luxembourg, 3. Herzogin von Montmorency
- 1731–1799: Anne Léon II. de Montmorency-Fosseux, Herzog von Montmorency de iure uxoris
- 1768–1846: Anne Charles François de Montmorency, 4. Herzog von Montmorency
- 1846–1862: Anne Louis Raoul Victor de Montmorency, 5. Herzog von Montmorency
- 1864–1915: Nicolas Raoul Adalbert de Talleyrand-Périgord, Neffe des 5. Herzogs, 1864 6. Herzog von Montmorency
- 1915–1951: Napoléon Louis Eugène Alexandre Anne Emmanuel de Talleyrand-Périgord, 7. und letzter Herzog von Montmorency

## Herzog von Montmorency, vierte Verleihung
- Mathieu Jean Félicité de Montmorency-Laval (1766–1826), Vicomte de Laval, 1815 Pair de France, 1819 Vicomte-Pair, 1821 Außenminister, 1824 Duc de Montmorency, 1825 Mitglied der Académie française (Fauteuil 37)